# Pajvanski jezici
Pajvanski jezici, Naziv za nekadašnju, danas nepriznatu skupinu tajvanskih (formoških) jezika s otoka Tajvana. U nju je uključivano 17 jezika, i to:
- amis [Alv] povučen; danas [ami], 138,000 (2002 Council of Indigenous Peoples, Executive Yuan, ROC)
- Nataoran Amis [Ais], 5 (2000 S. Wurm).
- Babuza [Bzg], 4 (2000 S. Wurm).
- Basay [Byq], †
- Bunun [Bnn], 38.000 (2002 Council of Indigenous Peoples, Executive Yuan, ROC).
- Hoanya [Hon], povučen i uklopljen u Papora-Hoanya [ppu] (†)
- Kavalan [Ckv], 24 (2000 P. Li).
- Ketangalan [Kae], †
- Kulun [Kng], povučen danas uklopljen s pazeg u Kulon-Pazeh [uun]; 1 (2000 P. Li).
- Paiwan [Pwn], 66.100 (Council of Indigenous Peoples 2002).
- Papora [Ppu], u njega je uklopljen hoanya s bivšim identifikatorom [hon], i novi je naziv Papora-Hoanya. †
- Pazeh [Pzh], povučen i uklopljen u Kulon-Pazeh [uun]
- Pyuma [Pyu], 8.490 (Council of Indigenous Peoples 2002)
- Saisiyat [Sai], 4.750 (Council of Indigenous Peoples 2002). Novi je identifikator [xsy]
- Siraiya [Fos], †
- Taokas [Toa], povučen i uklopljen kao dijalekt u Babuza [bzg]
- Thao [Ssf], 6 (2000 S. Wurm).

## Vanjske poveznice
- Ethnologue (14th)